# Sergio Rochet
Sergio Ramón Rochet Álvarez (Nueva Palmira, 23 maart 1993) is een Uruguayaans-Italiaans voetballer die dienstdoet als doelman. Rochet debuteerde in 2022 voor Uruguayaanse elftal.

## Carrière
Rochet debuteerde in 2014 in het betaald voetbal in dienst van AZ. Hij verving daar in de eerste maanden van het seizoen 2014/15 in meerdere competitiewedstrijden de aan zijn knie geblesseerde Esteban Alvarado. Hij werd in het seizoen 2015/16 eerste doelman van de club uit Alkmaar.
Hij tekende in juli 2017 een contract tot medio 2019 bij Sivasspor, dat hem overnam van AZ. In zijn verbintenis werd een optie voor nog een seizoen opgenomen. In 2019 keerde hij terug naar Uruguay bij Nacional.

## Carrièrestatistieken
| Seizoen         | Club            | Competitie       | Competitie | Competitie | Beker | Beker | Internationaal | Internationaal | Overig | Overig | Totaal | Totaal |
| Seizoen         | Club            | Competitie       | Wed.       | Dlp.       | Wed.  | Dlp.  | Wed.           | Dlp.           | Wed.   | Dlp.   | Wed.   | Dlp.   |
| --------------- | --------------- | ---------------- | ---------- | ---------- | ----- | ----- | -------------- | -------------- | ------ | ------ | ------ | ------ |
| 2014/15         | AZ              | Eredivisie       | 8          | 0          | 1     | 0     | 0              | 0              | 0      | 0      | 9      | 0      |
| 2015/16         | AZ              | Eredivisie       | 23         | 0          | 2     | 0     | 5              | 0              | 0      | 0      | 30     | 0      |
| 2016/17         | AZ              | Eredivisie       | 20         | 0          | 2     | 0     | 10             | 0              | 0      | 0      | 32     | 0      |
| 2017/18         | Sivasspor       | Süper Lig        | 15         | 0          | 0     | 0     | 0              | 0              | 0      | 0      | 15     | 0      |
| 2018/19         | Sivasspor       | Süper Lig        | 0          | 0          | 0     | 0     | 0              | 0              | 0      | 0      | 0      | 0      |
| 2019            | Club Nacional   | Primera Division | 6          | 0          | 0     | 0     | 1              | 0              | 0      | 0      | 7      | 0      |
| 2020            | Club Nacional   | Primera Division | 32         | 0          | 0     | 0     | 7              | 0              | 0      | 0      | 39     | 0      |
| 2021            | Club Nacional   | Primera Division | 5          | 0          | 1     | 0     | 6              | 0              | 0      | 0      | 12     | 0      |
| Carrière totaal | Carrière totaal | Carrière totaal  | 109        | 0          | 6     | 0     | 29             | 0              | 0      | 0      | 144    | 0      |

1 Muslera ·
2 Giménez ·
3 Godín  ·
4 Araújo ·
5 Vecino ·
6 Bentancur ·
7 De La Cruz ·
8 Pellistri ·
9 Suárez ·
10 De Arrascaeta ·
11 Núñez ·
12 Sosa ·
13 Varela ·
14 Torreira ·
15 Valverde ·
16 Olivera ·
17 Viña ·
18 Gómez ·
19 Coates ·
20 Torres ·
21 Cavani ·
22 Cáceres ·
23 Rochet ·
24 Canobbio ·
25 Ugarte ·
26 Rodríguez ·
Coach: Alonso